# Joško Gvardiol
Joško Gvardiol (Zagreb, 23 de enero de 2002) es un futbolista croata. Juega de defensa y su equipo es el Manchester City F. C. de la Premier League.

## Trayectoria
Entró a las inferiores del G. N. K. Dinamo Zagreb en 2010 proveniente del N. K. Trešnjevka. Debutó en el equipo reserva del Dinamo el 18 de agosto de 2018 contra el N. K. Osijek II y, tras tres encuentros más en el segundo equipo, fue promovido al primero. En octubre de 2019 fue nombrado en la lista Next Generation 2019 de The Guardian, entre las 60 promesas del fútbol.
Debutó con el Dinamo Zagreb el 18 de octubre de 2019 a los 17 años en la victoria por 4-2 frente  al H. N. K. Gorica.
En septiembre de 2020 se hizo oficial su fichaje por el RasenBallsport Leipzig por cinco años, aunque este no se hizo efectivo hasta julio de 2021. En Alemania jugó un par de temporadas en las que marcó cinco goles en los 87 partidos que disputó. Además, ganó en ambas la Copa de Alemania.
El 5 de agosto de 2023 fue traspasado al Manchester City F. C. con el que firmó un contrato de cinco años de duración. Su transferencia fue concretada por 90 millones de euros, lo que le convertía en el segundo defensa más caro de la historia.

## Selección nacional
Fue internacional en categorías inferiores con la selección de Croacia.
Gvardiol se unió a la selección absoluta después de la derrota 2:1 de Croacia ante España en los cuartos de final de la Eurocopa Sub-21, debutando el 6 de junio, seis días después, como sustituto de Borna Barišić durante el segundo tiempo de un amistoso internacional frente a Bélgica, que terminó 1:0 en contra.

### Participaciones en Copas del Mundo
| Mundial      | Sede  | Resultado     | Partidos | Goles |
| ------------ | ----- | ------------- | -------- | ----- |
| Mundial 2022 | Catar | Tercer puesto | 7        | 1     |

### Participaciones en Eurocopas
| Copa          | Sede     | Resultado        | Partidos | Goles |
| ------------- | -------- | ---------------- | -------- | ----- |
| Eurocopa 2020 | Europa   | Octavos de final | 4        | 0     |
| Eurocopa 2024 | Alemania | Primera fase     | 3        | 0     |

## Estadísticas

### Clubes
Actualizado al último partido disputado el 30 de junio de 2025.
| Club                                | Div.          | Temporada     | Liga  | Liga  | Copas nacionales | Copas nacionales | Copas internacionales | Copas internacionales | Total | Total |
| Club                                | Div.          | Temporada     | Part. | Goles | Part.            | Goles            | Part.                 | Goles                 | Part. | Goles |
| ----------------------------------- | ------------- | ------------- | ----- | ----- | ---------------- | ---------------- | --------------------- | --------------------- | ----- | ----- |
| G. N. K. Dinamo Zagreb II · Croacia | 2.ª           | 2019-20       | 3     | 0     | ―                | ―                | ―                     | ―                     | 3     | 0     |
| G. N. K. Dinamo Zagreb II · Croacia | 2.ª           | 2020-21       | 1     | 0     | ―                | ―                | ―                     | ―                     | 1     | 0     |
| G. N. K. Dinamo Zagreb II · Croacia | Total club    | Total club    | 4     | 0     | 0                | 0                | 0                     | 0                     | 4     | 0     |
| G. N. K. Dinamo Zagreb · Croacia    | 1.ª           | 2019-20       | 11    | 1     | 1                | 0                | 0                     | 0                     | 12    | 1     |
| G. N. K. Dinamo Zagreb · Croacia    | 1.ª           | 2020-21       | 25    | 2     | 2                | 0                | 13                    | 1                     | 40    | 3     |
| G. N. K. Dinamo Zagreb · Croacia    | Total club    | Total club    | 36    | 3     | 3                | 0                | 13                    | 1                     | 52    | 4     |
| R. B. Leipzig · Alemania            | 1.ª           | 2021-22       | 29    | 2     | 5                | 0                | 12                    | 0                     | 46    | 2     |
| R. B. Leipzig · Alemania            | 1.ª           | 2022-23       | 30    | 1     | 5                | 0                | 6                     | 2                     | 41    | 3     |
| R. B. Leipzig · Alemania            | Total club    | Total club    | 59    | 3     | 10               | 0                | 18                    | 2                     | 87    | 5     |
| Manchester City F. C. Inglaterra    | 1.ª           | 2023-24       | 28    | 4     | 5                | 0                | 9                     | 1                     | 42    | 5     |
| Manchester City F. C. Inglaterra    | 1.ª           | 2024-25       | 37    | 5     | 6                | 1                | 12                    | 0                     | 55    | 6     |
| Manchester City F. C. Inglaterra    | Total club    | Total club    | 65    | 9     | 11               | 1                | 21                    | 1                     | 97    | 11    |
| Total carrera                       | Total carrera | Total carrera | 164   | 15    | 24               | 1                | 52                    | 4                     | 240   | 20    |
| 1. 2.                               |               |               |       |       |                  |                  |                       |                       |       |       |

## Palmarés

### Títulos nacionales
| Título               | Club                   | País       | Año  |
| -------------------- | ---------------------- | ---------- | ---- |
| Supercopa de Croacia | G. N. K. Dinamo Zagreb | Croacia    | 2019 |
| Prva HNL             | G. N. K. Dinamo Zagreb | Croacia    | 2020 |
| Prva HNL             | G. N. K. Dinamo Zagreb | Croacia    | 2021 |
| Copa de Croacia      | G. N. K. Dinamo Zagreb | Croacia    | 2021 |
| Copa de Alemania     | R. B. Leipzig          | Alemania   | 2022 |
| Copa de Alemania     | R. B. Leipzig          | Alemania   | 2023 |
| Premier League       | Manchester City F. C.  | Inglaterra | 2024 |
| Community Shield     | Manchester City F. C.  | Inglaterra | 2024 |

### Títulos internacionales
| Título                 | Club                  | Sede           | Año  |
| ---------------------- | --------------------- | -------------- | ---- |
| Supercopa de la UEFA   | Manchester City F. C. | El Pireo       | 2023 |
| Copa Mundial de Clubes | Manchester City F. C. | Arabia Saudita | 2023 |

### Distinciones individuales
| Distinción                                                      | Año  |
| --------------------------------------------------------------- | ---- |
| Parte de los 100 mejores jugadores del mundo según The Guardian | 2022 |